# Gornji Nevizdraci
Gornji Nevizdraci su naseljeno mjesto u općini Konjic, Federacija Bosne i Hercegovine, BiH.

## Stanovništvo

### 1991.
Nacionalni sastav stanovništva 1991. godine, bio je sljedeći:
ukupno: 217
- Muslimani – 166
- Hrvati – 35
- Srbi – 15
- Jugoslaveni – 1

### 2013.
Nacionalni sastav stanovništva 2013. godine, bio je sljedeći:
ukupno: 138
- Bošnjaci – 136
- Hrvati – 1
- ostali, neopredijeljeni i nepoznato – 1

## Vanjske poveznice
- Satelitska snimka[neaktivna poveznica]